# Pallanuoto femminile ai XIX Giochi panamericani
Il VII torneo panamericano di pallanuoto femminile si è svolto all'interno dei Giochi panamericani 2023 di Santiago del Cile, in Cile. Le gare si sono disputate dal 30 ottobre al 4 novembre 2023 al Centro Aquático del Parco dello Stadio Nazionale del Cile, nella zona di Ñuñoa.
Hanno partecipato alla competizione otto squadre femminili. La formula è stata la stessa della precedente edizione: Si sono disputati due gironi preliminari dove nessuna squadra veniva eliminata per la corsa alla medaglia d'oro, ma che servivano per definire la griglia per i quarti di finale a eliminazione diretta. La squadra vincente si è automaticamente qualificata per i Giochi olimpici di Parigi del 2024, mentre le squadre classificate dal secondo al quarto posto si sono qualificate per il torneo pre-olimpico del 2024.

## Fase preliminare

### Gruppo A
| Squadra   | Pti | G | V | VR | PR | P | GF | GS | Diff |
| --------- | --- | - | - | -- | -- | - | -- | -- | ---- |
| Canada    | 9   | 3 | 3 | 0  | 0  | 0 | 70 | 19 | +51  |
| Argentina | 5   | 3 | 1 | 1  | 0  | 1 | 35 | 37 | -2   |
| Cuba      | 4   | 3 | 1 | 0  | 1  | 1 | 34 | 53 | -19  |
| Messico   | 0   | 3 | 0 | 0  | 0  | 3 | 24 | 54 | -30  |

Risultati
| Squadra 1 | Risultato | Squadra 2 |
| --------- | --------- | --------- |
| Messico   | 11-14     | Cuba      |
| Canada    | 14-9      | Cuba      |
| Canada    | 24-3      | Argentina |
| Messico   | 6-8       | Argentina |
| Messico   | 7-32      | Canada    |
| Cuba      | 17-18*    | Argentina |

* Dopo tiri di rigore

#### Gruppo B
| Squadra     | Pti | G | V | VR | PR | P | GF | GS | Diff |
| ----------- | --- | - | - | -- | -- | - | -- | -- | ---- |
| Stati Uniti | 9   | 3 | 3 | 0  | 0  | 0 | 89 | 3  | +86  |
| Brasile     | 6   | 3 | 2 | 0  | 0  | 1 | 53 | 34 | +19  |
| Porto Rico  | 3   | 3 | 1 | 0  | 0  | 2 | 21 | 60 | -39  |
| Cile        | 0   | 3 | 0 | 0  | 0  | 3 | 14 | 80 | -66  |

Risultati
| Squadra 1   | Risultato | Squadra 2   |
| ----------- | --------- | ----------- |
| Brasile     | 19-7      | Porto Rico  |
| Stati Uniti | 35-0      | Cile        |
| Stati Uniti | 29-0      | Porto Rico  |
| Brasile     | 31-2      | Cile        |
| Brasile     | 3-25      | Stati Uniti |
| Porto Rico  | 14-12     | Cile        |

## Fase finale
|  | Quarti di finale | Quarti di finale | Quarti di finale |             |             | Semifinali  | Semifinali | Semifinali |           |                 | Finale          | Finale          | Finale |  |
|  |                  |                  |                  |             |             |             |            |            |           |                 |                 |                 |        |  |
|  | 2A               | Argentina        | 13               |             |             |             |            |            |           |                 |                 |                 |        |  |
|  | 2A               | Argentina        | 13               |             |             |             |            |            |           |                 |                 |                 |        |  |
|  | 3B               | Porto Rico       | 11               |             |             |             |            |            |           |                 |                 |                 |        |  |
|  | 3B               | Porto Rico       | 11               |             | Argentina   | Argentina   | 1          |            |           |                 |                 |                 |        |  |
|  |                  |                  |                  |             | Argentina   | Argentina   | 1          |            |           |                 |                 |                 |        |  |
|  |                  |                  | Stati Uniti      | Stati Uniti | 27          |             |            |            |           |                 |                 |                 |        |  |
|  | 4A               | Messico          | Stati Uniti      | Stati Uniti | 27          | 1           |            |            |           |                 |                 |                 |        |  |
|  | 4A               | Messico          |                  |             |             |             |            |            |           |                 |                 |                 |        |  |
|  | 1B               | Stati Uniti      | 32               |             |             |             |            |            |           |                 |                 |                 |        |  |
|  | 1B               | Stati Uniti      | 32               |             | Stati Uniti | Stati Uniti | 20         |            |           |                 |                 |                 |        |  |
|  |                  |                  |                  |             |             |             |            |            |           |                 |                 |                 |        |  |
|  |                  |                  | Canada           | Canada      | 11          |             |            |            |           |                 |                 |                 |        |  |
|  | 2A               | Cuba             | Canada           | Canada      | 11          | 10          |            |            |           |                 |                 |                 |        |  |
|  | 2A               | Cuba             |                  |             |             | 10          |            |            |           |                 |                 |                 |        |  |
|  | 3A               | Brasile          | 12               |             |             |             |            |            |           |                 |                 |                 |        |  |
|  | 3A               | Brasile          | 12               |             | Brasile     | Brasile     | 4          |            |           | Finale 3º posto | Finale 3º posto | Finale 3º posto |        |  |
|  |                  |                  |                  |             | Brasile     | Brasile     | 4          |            |           |                 |                 |                 |        |  |
|  |                  |                  | Canada           | Canada      | 21          |             |            |            |           |                 |                 |                 |        |  |
|  | 1A               | Canada           | Canada           | Canada      | 21          | 33          |            |            | Argentina | Argentina       | 9               |                 |        |  |
|  | 1A               | Canada           |                  |             |             |             |            |            | Argentina | Argentina       | 9               |                 |        |  |
|  | 4B               | Cile             | 2                |             |             | Brasile     | Brasile    | 10         |           |                 |                 |                 |        |  |

### Risultati

#### Quarti di finale
| Santiago del Cile 2 novembre 2023 | Argentina | 13 – 11 (1-2, 4-3, 6–5, 2-1) referto | Porto Rico | Centro Aquático del Parco dello Stadio Nazionale del Cile |

| Santiago del Cile 2 novembre 2023 | Cuba | 10 – 12 (3-1, 3-5, 2–3, 2-2) referto | Brasile | Centro Aquático del Parco dello Stadio Nazionale del Cile |

| Santiago del Cile 2 novembre 2023 | Canada | 33 – 2 (4-0, 9-0, 10–2, 10-0) referto | Cile | Centro Aquático del Parco dello Stadio Nazionale del Cile |

| Santiago del Cile 2 novembre 2023, ore X | Messico | 1 – 32 (1-10, 0-11, 0–6, 0-5) referto | Stati Uniti | Centro Aquático del Parco dello Stadio Nazionale del Cile |

#### Semifinali 5º - 8º posto
| Santiago del Cile 3 novembre 2023 | Porto Rico | 9 – 10 (1-3, 2-3, 3–0, 3-4) referto | Messico | Centro Aquático del Parco dello Stadio Nazionale del Cile |

| Santiago del Cile 3 novembre 2023 | Cuba | 15 – 13 (4-2, 5-3, 4–3, 2-5) referto | Cile | Centro Aquático del Parco dello Stadio Nazionale del Cile |

#### Semifinali 1º - 4º posto
| Santiago del Cile 3 novembre 2023 | Argentina | 1 – 27 (1-3, 2-3, 3–0, 3-4) referto | Stati Uniti | Centro Aquático del Parco dello Stadio Nazionale del Cile |

| Santiago del Cile 3 novembre 2023 | Brasile | 4 – 21 (3-7, 0-5, 1–3, 0-6) referto | Canada | Centro Aquático del Parco dello Stadio Nazionale del Cile |

#### Finale 7º posto
| Santiago del Cile 4 novembre 2023 | Porto Rico | 18 – 13 (7-4, 3-3, 2–2, 6-4) referto | Cile | Centro Aquático del Parco dello Stadio Nazionale del Cile |

#### Finale 5º posto
| Santiago del Cile 4 novembre 2023 | Messico | 15 – 11 (4-2, 5-2, 3–2, 3-5) referto | Cuba | Centro Aquático del Parco dello Stadio Nazionale del Cile |

#### Finale 3º posto
| Santiago del Cile 4 novembre 2023 | Argentina | 9 – 10 (3-2, 3-3, 1–1, 2-4) referto | Brasile | Centro Aquático del Parco dello Stadio Nazionale del Cile |

#### Finale 1º posto
| Santiago del Cile 4 novembre 2023 | Stati Uniti | 20 – 11 (5-3, 5-4, 6-2, 4-2) referto | Canada | Centro Aquático del Parco dello Stadio Nazionale del Cile |

## Classifica finale
| Pos | Squadre     |
| --- | ----------- |
|     | Stati Uniti |
|     | Canada      |
|     | Brasile     |
| 4.  | Argentina   |
| 5.  | Cuba        |
| 6.  | Messico     |
| 7.  | Porto Rico  |
| 8.  | Cile        |